# НОАД
«Ноит Офауден Алтейд Дорспелен» (нидерл. Nooit Ophouden Altijd Doorspelen), сокращённо НОАД — ныне несуществующий нидерландский любительский футбольный клуб из города Тилбург, провинция Северный Брабант. Основан 5 июня 1910 года. Домашние матчи команда проводила на стадионе спорт-парка ТСВ НОАД.
В чемпионате Нидерландов команда провела 41 сезон — наивысшим достижением является третье место в сезоне 1927/28.
1 июля 2017 года клуб объединился с командами ЛОНГА и РКТВВ, в результате чего был основан футбольный клуб «Тилбург».

## История
В отличие от других футбольных объединений Северного Брабанта, основанных в начале 20-го века, клуб в первую очередь являлся светским обществом. Общество первоначально было связана с братством Дорофея и патронажем Леонардо ван хет Хёвелса, поэтому клубу было запрещено играть в футбол по воскресеньям, но затем члены общества решили следовать своим путём. 
5 июня 1910 года в кафе «Бетье ван Рейсвейк» состоялась встреча представителей общества, на котором было решено основать клуб T.S.V. N.O.A.D. Сокращение T.S.V. означало тилбургское спортивное объединение, а у аббревиатуры N.O.A.D. есть два исторических варианта значений — Nooit Ophouden Altijd Doorgaan и Nooit Opgeven Altijd Doorzwoegen, что в обоих случаях дословно переводится как «никогда не сдавайся, всегда действуй». Первым президентом клубом был избран Джо Схеллекенс, а первым казначеем Янюс Вербюнт. Первым футбольным полем команды служило пастбище на Конингсхувен, к юго-востоку от Тилбурга. Команда НОАД играла в футбол только с клубами, которые находятся под патронажем, а с римско-католическими клубами не играла. 
В 1917 году клуб вступил в Нидерландский футбольный союз и стал выступать во Втором классе группы Б. В дебютном сезоне команда заняла первое место, а в стыковых матчах была сильнее «Бредании» из Бреды. В первом матче была зафиксирована ничья 0:0, а в ответной игре на стадионе «Боссевег» гол Яна Паниса принёс команде победу и выход в Первый класс. В первом сезоне клуб занял шестое место в южной группе чемпионата, одержав 5 побед, 3 раза сыграв вничью и 8 раз проиграв. В 20-х годах клуб неплохо выступал в чемпионате, команда была хорошо известна и количество сторонников только увеличивалось, поэтому НОАД несколько раз переезжал, пока не оказался на стадионе «Индюстристрат». В сезоне 1927/28 клуб стал победителем южной группы и вышел в финальный турнир, определявший чемпиона страны, где его соперниками стали «Фейеноорд», «Аякс», ЗАК и «Велоситас». В итоге НОАД занял третье место в чемпионате — дома команда ни разу не проиграла, однако на выезде смогла набрать только одно очко. В 1930 году команду возглавил английский тренер Тим Коулман.

## Главные тренеры
- Тим Коулман (1930)[2]
- Рихард Лонгин (1932—1933)[8]
- Билл Джулиан (1936—1937, 1938)
- Вильмош Хальперн (1941)[9]
- Ян Бейл (1945—1949)[2]
- Лен Венте (1950—1954)
- Ян Бейл (1955—1956)
- Кес ван Дейке (1956—1958)
- Ян де Баутер (1958—1961)
- Мартен Винк (1961—1964)
- Кес ван Дейке (1964—1965)
- Мартен Винк 1965—1968
- Ян Раб (1968—1969)
- Йоп де Бюссер (1969—1970)
- Ханс Аллеман (1970—1971)